# كاترين ماير
كاترين ماير (بالإنجليزية: Catherine Mayer)‏ هي صحفية أمريكية، ولدت في عقد 1960 في الولايات المتحدة.

## وصلات خارجية
- الموقع الرسمي